# Stefan Siczek
Stefan Siczek (ur. 20 września 1937 w Siczkach, zm. 31 lipca 2012 w Radomiu) – polski duchowny rzymskokatolicki, doktor prawa kanonicznego, biskup pomocniczy radomski w latach 1992–2012.

## Życiorys
Urodził się 20 września 1937 w Siczkach w gminie Jedlnia-Letnisko jako jedno z siedmiorga dzieci Jana i Julianny z domu Kamińskiej. W czasie II wojny światowej wraz z rodziną został wysiedlony z Siczek. W 1951 rozpoczął edukację w Niższym Seminarium Duchownym Księży Misjonarzy w Krakowie, jednakże rok później władze komunistyczne zamknęły to seminarium, a on sam miał trudności z przyjęciem do szkoły państwowej. Udało mu się podjąć naukę w Państwowym Liceum Ogólnokształcącym im. Tytusa Chałubińskiego w Radomiu, gdzie w 1955 zdał egzamin dojrzałości. W latach 1955–1961 odbył studia filozoficzno-teologiczne w Wyższym Seminarium Duchownym w Sandomierzu. Święcenia subdiakonatu otrzymał 13 listopada 1960 przez posługę Piotra Gołębiowskiego, biskupa pomocniczego sandomierskiego. Święceń diakonatu udzielił mu 8 grudnia 1960 biskup diecezjalny sandomierski Jan Kanty Lorek, który również 27 maja 1961 w bazylice katedralnej Narodzenia Najświętszej Maryi Panny w Sandomierzu wyświęcił go na prezbitera. W związku z odmową wydania paszportu przez władze państwowe nie mógł podjąć studiów na Uniwersytecie Gregoriańskim w Rzymie. W latach 1963–1967 odbył studia na Wydziale Prawa Kanonicznego Katolickiego Uniwersytetu Lubelskiego, które ukończył z magisterium prawa kanonicznego. W 1971 uzyskał doktorat prawa kanonicznego na podstawie dysertacji Organizacja i kompetencja foralnego oficjalatu w Sandomierzu w latach 1522–1763. W latach 1971–1973 kształcił się w Prymasowskim Studium Życia Wewnętrznego w Warszawie.
Pracował jako wikariusz w parafiach: św. Pawła Apostoła Sandomierzu (1961–1963), św. Idziego w Suchej (1967–1969) oraz Wniebowzięcia Najświętszej Maryi Panny w Ćmielowie (1969–1972). W latach 1975–1986 zajmował stanowisko obrońcy węzła małżeńskiego w Sądzie Biskupim w Sandomierzu, a w latach 1986–1992 pełnił funkcję sędziego prosynodalnego. Również w latach 1986–1992 był kapelanem domu generalnego Zgromadzenia Sióstr Służek Najświętszej Maryi Panny w Mariówce. Został ustanowiony kanonikiem honorowym kapituły katedralnej w Sandomierzu.
W latach 1972–1986 był ojcem duchownym i wykładowcą teologii życia wewnętrznego w Wyższym Seminarium Duchownym w Sandomierzu. W latach 1993–2001 prowadził wykłady z prawa kanonicznego w Wyższym Seminarium Duchownym w Radomiu. Od 2001 ten sam przedmiot wykładał na Wydziale (następnie Instytucie) Teologicznym Uniwersytetu Kardynała Stefana Wyszyńskiego w Radomiu.
25 marca 1992 papież Jan Paweł II mianował go biskupem pomocniczym nowo ustanowionej bullą Totus Tuus Poloniae populus diecezji radomskiej ze stolicą tytularną Dagnum. Święcenia biskupie otrzymał 11 kwietnia 1992 przed katedrą Opieki Najświętszej Maryi Panny w Radomiu. Głównym konsekratorem był kardynał Józef Glemp, prymas Polski, a współkonsekratorami Stanisław Nowak, arcybiskup metropolita częstochowski, i Edward Materski, biskup diecezjalny radomski. Jako zawołanie biskupie przyjął słowa „Vivere Evangelio” (Żyć Ewangelią). W diecezji radomskiej sprawował urzędy wikariusza generalnego, moderatora kurii diecezjalnej i przewodniczącego Wydziału ds. Stałej Formacji Kapłańskiej i Życia Konsekrowanego. Należał do kolegium konsultorów, rady kapłańskiej i rady ds. ekonomicznych. Był delegatem biskupa diecezjalnego radomskiego ds. II Synodu Plenarnego i przewodniczącym diecezjalnej komisji synodalnej. Dwukrotnie pełnił funkcję administratora diecezji – pierwszy raz po śmierci biskupa Jana Chrapka (od 20 października 2001 do 25 maja 2002), drugi raz po nominacji biskupa Zygmunta Zimowskiego na urząd w Watykanie (od 1 lipca do 12 listopada 2009). Od 1992 był dziekanem kapituły kolegiackiej Matki Bożej Ostrobramskiej w Skarżysku-Kamiennej.
W Episkopacie Polski zasiadał w Komisji ds. Duchowieństwa.
Od 1992 mieszkał w budynku Wyższego Seminarium Duchownego w Radomiu, gdzie zmarł 31 lipca 2012. 4 sierpnia 2012 po mszy pogrzebowej sprawowanej w katedrze radomskiej został pochowany w grobowcu biskupów radomskich na cmentarzu przy ulicy Limanowskiego w Radomiu.

## Wyróżnienia
W 2011 nadano mu honorowe obywatelstwo gminy Jedlnia-Letnisko. W 2007 został odznaczony medalem „Zasłużony dla Powiatu Radomskiego”.
W 2008 otrzymał Złoty Medal Opiekuna Miejsc Pamięci Narodowej.